# アハマディ
アハマディ（アラビア語: الأحمدي Al-Aḥmadī）は、クウェート南部のアハマディ県の県都。
石油の発見により1946年に設置された。
クウェート石油やクウェート国営石油の本社が有る。
製油所と緑地が有名である。
座標: 北緯29度05分 東経48度05分 / 北緯29.083度 東経48.083度